# داریو پاسونی
داریو پاسونی (انگلیسی: Dario Passoni؛ زادهٔ ۹ فوریهٔ ۱۹۷۴) بازیکن فوتبال اهل ایتالیا است.
از باشگاه‌هایی که در آن بازی کرده‌است می‌توان به باشگاه فوتبال اینتر میلان، باشگاه فوتبال کیه‌وو ورونا، باشگاه فوتبال ونتزیا، باشگاه فوتبال پیاچنزا، باشگاه فوتبال روبور سیه‌نا، باشگاه فوتبال الیستا، باشگاه فوتبال لیورنو، و باشگاه فوتبال ناپولی اشاره کرد.